# Megachile zexmeniae
Megachile zexmeniae är en biart som beskrevs av Cockerell 1912. Megachile zexmeniae ingår i släktet tapetserarbin, och familjen buksamlarbin. Inga underarter finns listade i Catalogue of Life.